# Canopus
Canopus (α Car / α Carinae / Alfa Carinae, hr. Kanop) je zvijezda iz konstelacije Kobilica, druga najsjajnija zvijezda na nebu. Udaljena je od Sunca 310 svjetlosnih godina.Za njeno pravilno ime uglavnom se smatra da potječe od mitološkog Canopusa, koji je bio nautičar za Menelaja, kralja Sparte. Canopus ima Bayerovu oznaku α Carinae, što je latinizirano na Alpha Carinae i skraćeno Alpha Car ili α Car. To je druga najsjajnija zvijezda na noćnom nebu, nakon Siriusa. Canopusova vizualna magnituda je -0,74, a ima apsolutnu magnitudu -5,71.